# Francesco Giunta (Historiker)
Francesco Giunta (* 26. Oktober 1924 in Gangi; † 14. Januar 1994 in Palermo) war ein italienischer Mittelalterhistoriker. Daneben war er auch Sammler und Kritiker zeitgenössischer Kunst.
Das Studium an der Universität Palermo schloss er 1946 mit einer Untersuchung des in Palermo überlieferten Manuskripts der Getica des Jordanes ab. Anschließend war er Assistent bei seinem Lehrer Antonino De Stefano, 1950 erlangte er die libera docenza mit Giovanni Tabacco und Arsenio Frugoni. Ab 1951 lehrte er als Lehrbeauftragter in Palermo, zunächst Paläographie und Diplomatik, dann mittelalterliche Geschichte. 1956 wurde er Sieger des nationalen Concorso vor Cinzio Violante und Pier Fausto Palumbo und Ordinarius für Geschichte des Mittelalters in Palermo. Von 1986 bis 1989 lehrte er als Gastprofessor an der Universität Barcelona.
Wesentliche Anstöße für die Entwicklung der Mittelalterarchäologie in Sizilien lieferte er 1975 durch die Gründung der Scuola Superiore di Archeologia e Civiltà Medievali im Rahmen des Centro di Cultura Scientifica Ettore Maiorana in Erice, der im September 1974 eine internationale Tagung zur Mittelalterarchäologie vorausgegangen war. Wegen seiner engen Kontakte zu katalanischen Historikern, die sich aus den Forschungen im Archivo de la Corona d’Aragón in Barcelona ergeben hatten, konnte er den internationalen Kongress zum siebenhundertjährigen Gedenken der Sizilianischen Vesper als XI. Congresso di storia della corona d’Aragona vom 23. bis zum 30. April 1982 in Palermo, Trapani und Erice durchführen.
Durch ihn und seine Schülerinnen und Schüler wurden zahlreiche Dokumente zur Geschichte des aragonesischen Sizilien aus dem Archiv in Barcelona veröffentlicht. Auf seine Initiative geht zurück, dass die 1679 aus Messina nach Spanien verschleppten Archivalien der Archive von Messina heute der italienischen und der internationalen Forschung weitgehend zugänglich sind. Sie waren im Archiv der Herzöge von Medinaceli in der Casa de Pilatos in Sevilla „entdeckt“ worden (heute befinden sie sich im Palacio Tavera in Toledo).
Zu seinem Freundeskreis gehörten die Künstler Mino Maccari, Emilio Greco, Renato Guttuso und Bruno Caruso sowie der Schriftsteller Leonardo Sciascia.
Seit 1967 war er Mitglied der Accademia Nazionale di Scienze, Lettere ed Arti di Palermo.  In dem kurz vor Sferracavallo gelegenen Tommaso Natale wurde eine kleine Seitenstraße nach ihm benannt.

## Schriften (Auswahl)
- Jordanes e la cultura dell’alto Medioevo, Palermo 1952, Nachdruck Siracusa; Ediprint 1988
- Medioevo mediterraneo: saggi storici, Palermo 1954
- Cronache siciliane inedite della fine del medioevo, Palermo 1955 (Documenti per servire alla storia di Sicilia 4 / 14)
- Uomini e cose del medioevo mediterraneo, Palermo 1964
- Medioevo e medievisti: note di storiografia, Caltanissetta u. a. 1971
- Per una storia della cultura nella Sicilia normanno-sveva, Palermo 1972
- Bizantini e bizantinismo nella Sicilia normanna, Palermo 1974
- mit Antonino Grillone: Iordanis De origine actibusque Getarum, Roma 1991 (Fonti per la storia d’Italia / 117)

### Schriften zur modernen Kunst
- Immagine e parola : Una laurea per Guttuso, Palermo 1971
- La consapevole naivete di Maurilio Catalano, Caltanisetta: S. Scascia 1971
- Maurilio Catalano : dal 12 febbraio al 20 marzo 1971, Palermo : Arte al Borgo, 1971
- Fascicolo dedicato a Mino Maccari, Caltanissetta : Sciascia, 1970